# Joseph Chamberlain
Joseph Chamberlain  (8 juli 1836 – 2 juli 1914) was een invloedrijke Britse politicus in de 19de eeuw. Hij was de vader van Austen Chamberlain, de latere minister van buitenlandse zaken en winnaar van de Nobelprijs voor de Vrede. De latere Britse eerste minister Neville Chamberlain was ook zijn zoon, uit een tweede huwelijk. Na het overlijden van zijn eerste vrouw Harriet Kenrick, trouwde Joseph met haar nicht Florence Kenrick.
Chamberlain is allicht het meest bekend van zijn betrokkenheid bij de Tweede Boerenoorlog.

## Carrière

### In Birmingham
Chamberlain volgde eerst het voetspoor van zijn vader als zakenman in Birmingham, maar nam daarnaast deel aan de politiek. Tussen 1868 en 1873 was hij als actief lid van de Liberal Party betrokken bij de organisatie van het onderwijs in Groot-Brittannië en Birmingham in het bijzonder. Van 1873 tot 1876 was hij burgemeester van de stad Birmingham. In die hoedanigheid hervormde hij de stedelijke gezondheidsdienst, liet krottenwijken afbreken, pleitte hij vurig voor een algemene leerplicht en zorgde hij ervoor dat de Universiteit van Birmingham in 1900 kon worden opgericht. Hij plaatste de gas- en een watervoorziening onder gemeentelijk toezicht. Deze veranderingen waren van grote betekenis voor de manier waarop deze voorzieningen in de rest van het land tot stand kwamen.

### Van parlementslid tot minister
In 1876 werd hij gekozen tot lid van het Lagerhuis. Hij werd daar al spoedig een van de belangrijkste kopstukken onder de liberalen. Hij koos voor een linkse koers, streefde naar hervormingen die soms een socialistisch karakter hadden. De liberale partij ontwikkelde zich onder Chamberlain tot een brede volkspartij. Van 1880 tot 1885 was Chamberlain in het kabinet van William Ewart Gladstone de minister van handel.
Chamberlain was echter een tegenstander van de Ierse autonomie (Home Rule). Toen Gladstone in 1886 neigde naar het toekennen van zelfbestuur, trad Chamberlain af. Hij werd de leider van de liberalenunionisten, die zich van de liberale partij afsplitsten, wat een enorme verzwakking van de partij betekende.
Uiteindelijk kwamen de unionisten terecht in het kamp van de Conservatieve partij. Op 25 april 1895 werd Chamberlain minister van Koloniën (Secretary of State for the Colonies) in het kabinet van de conservatieve premier Salisbury. In dit kabinet beijverde hij zich voor nauwe handelsbetrekkingen binnen een tolunie, tussen Groot-Brittannië en door blanken bewoonde Britse koloniën. Hiermee werd hij ook een overtuigd uitvoerder van de Britse imperialistische politiek. Het uitbreken van de Tweede Boerenoorlog wordt gezien als een van de gevolgen van deze politiek. In een toespraak uit 1887 uitte hij zich (vooral naar 21ste-eeuwse maatstaven) in racistisch jargon over de superioriteit van het Angelsaksische ras.
Rond de eeuwwisseling was Chamberlain betrokken bij een politiek van nauwe betrekkingen met de Verenigde Staten en een bondgenootschap met Duitsland (tot 1901). Ook bereidde hij de Entente Cordiale met Frankrijk voor. Daarmee kwam een einde aan de Britse politiek van splendid isolation.
In 1903 kwam Chamberlain met een Tarievenwet waarin hij de handel binnen het British Empire wilde bevorderen door de invoer van producten van buiten te belasten (protectionisme). Dit leidde tot grote verdeeldheid binnen de regering-Balfour, en omdat de eerste minister niet zijn kant wilde kiezen verliet Chamberlain het kabinet. In het parlement en in het land zette hij de strijd voort, en dit impopulaire thema leidde mede tot de conservatieve nederlaag in 1906. In datzelfde jaar kreeg hij gezondheidsproblemen en kon daardoor niet meer werken. Hij stierf in Londen. De familie wees een bijzetting in de Westminster Abbey af; hij werd ter aarde besteld in Keyhill Cemetery, een kerkhof in zijn geboorteplaats Birmingham.
- Bibsys: 90110487
- Bibliothèque nationale de France: cb119566527 (data)
- Catàleg d'autoritats de noms i títols de Catalunya: 981061064933406706
- CiNii: DA04715034
- Gemeinsame Normdatei: 119173425
- International Standard Name Identifier: 0000 0000 8155 9738
- Library of Congress Control Number: n79151130
- Bibliotheek van het Japanse parlement: 00620477
- Nationale Bibliotheek van Tsjechië: skuk0000224
- Nationale bibliotheek van Australië: 35027110
- Nationale Bibliotheek van Israël: 987007259704105171
- Nationale Bibliotheek van Polen: a0000002029003
- Nederlandse Thesaurus van Auteursnamen: 068751516
- Istituto Centrale per il Catalogo Unico: MILV121211
- LIBRIS: 182797
- SNAC: w65h7tgd
- Système universitaire de documentation: 027549852
- Museum of New Zealand Te Papa Tongarewa: 47397
- Trove: 800625
- Virtual International Authority File: 76324934
- WorldCat: E39PBJthbDjBRX9H6VMHYwVQv3